# Anneli Jäätteenmäki

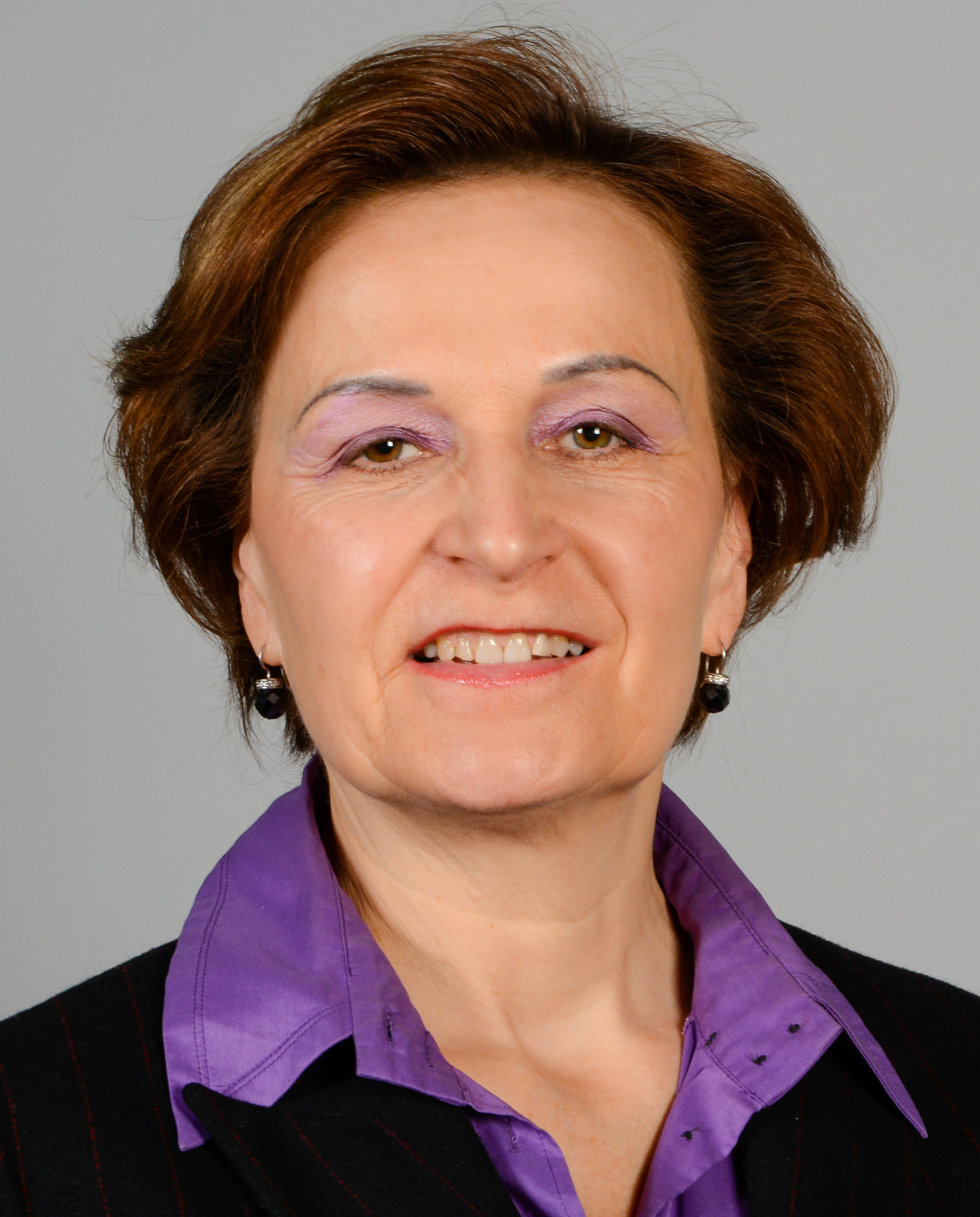
Anneli Jäätteenmäki (2014)

Anneli Tuulikki Jäätteenmäki [ˈɑnːɛli ˈtuːlikːi ˈjæːtːɛːnmæki] (* 11. Februar 1955 in Lapua) ist eine finnische Politikerin. Sie war vom 17. April bis zu 18. Juni 2003 die erste Frau im Amt des finnischen Ministerpräsidenten und Vorsitzende der finnischen Zentrumspartei (Suomen Keskusta).

## Politik
Ab 1987 gehörte Anneli Jäätteenmäki dem Reichstag an. Nach acht Jahren in der Opposition führte sie die Zentrumspartei bei den Wahlen 2003 zu einem knappen Sieg über die vorher stärkste Partei der Sozialdemokraten. Daraufhin bildete sie mit den Sozialdemokraten und der Schwedischen Volkspartei eine Koalition.
Nach nur zwei Monaten musste sie auf Grund von Vorwürfen zurücktreten, dass sie Parlament und Öffentlichkeit darüber belogen habe, wie sie an vertrauliche Dokumente des Außenministeriums gelangt sei, die sie im Wahlkampf verwendet hatte. Diese nach eigenen Angaben ohne Aufforderung zugefaxten Dokumente beinhalteten diplomatische Informationen von einem Treffen zwischen dem US-Präsidenten George W. Bush und dem Ministerpräsidenten Paavo Lipponen über die Position Finnlands im Irakkrieg. Jäätteenmäki nutzte diese Informationen, um anzudeuten, dass ihr Rivale, der Sozialdemokrat Lipponen, der US-geführten Koalition im Geheimen seine Unterstützung angeboten habe, ein erheblicher Bruch des finnischen Neutralitätsgrundsatzes.
Nach ihrem Rücktritt als Ministerpräsidentin und Vorsitzende der Zentrumspartei wurde am 5. Oktober 2003 Matti Vanhanen als ihr Nachfolger gewählt. Jäätteenmäki kandidierte später für das Europaparlament, wo sie von 2004 bis 2019 als Abgeordnete tätig war.
Siehe auch: Liste weiblicher Staatsoberhäupter und Regierungschefs